# Planonasus parini
Planonasus parini ist ein Hai aus der Familie der Pseudotriakidae, der Anfang 2013 erstbeschrieben wurde. Das erste Exemplar, gleichzeitig der Holotyp der Art, wurde in den Jahren 1988/89 durch das russische Forschungsschiff Witjas in der Nähe der Insel Socotra im nordwestlichen Indischen Ozean gefangen, zwei weitere einige Zeit später durch kommerzielle Fischtrawler in der gleichen Gegend. Der Name der Gattung nimmt Bezug auf die flache Schnauze der Art (lat. „planus“ = flach, „nasus“ = Nase). Das Art-Epitheton parini ehrt N. V. Parin den Chefwissenschaftler auf der 17. Fahrt der Witjas, bei der der Holotyp gefangen wurde.

## Merkmale
Planonasus parini ist ein kleiner Hai, der Holotyp, ein Weibchen, ist 53 cm lang und wiegt 560 g. Die zwei weiteren bekannten Exemplare haben eine Länge von etwa 35 cm. Magnetresonanzaufnahmen des Holotyps zeigen, dass es ein ausgewachsenes Exemplar ist und man nimmt an, dass die Maximalgröße bei 56 cm liegt. Der Kopf ist relativ lang, die Schnauze flach und mittellang. Die sehr große Maulöffnung ist glockenförmig. Ein Teil der Zähne im Oberkiefer bildet einen eng zusammen stehenden Zahnkamm, andere sind drei- oder fünfspitzig. Nahezu alle Unterkieferzähne sind kammförmig. Die Labialfalten sind kurz. Die vorderen Hautfalten an der Nasenöffnung sind kurz, die inneren breit. Der gesamte Gaumen ist dicht mit Papillen verschiedener Größe besetzt. Die Spritzlöcher sind sehr groß und stehen annähernd senkrecht. Ihre Länge beträgt das 4 bis 6fache und ihre Höhe erreicht das 2 bis 5fache des Augendurchmessers. Die erste Rückenflosse hat die Form eines langen, flachen Dreiecks mit gerundeter oberer Spitze und einem schmalen freien Ende. Sie liegt zwischen Brust- und Bauchflossen. Ein Interdorsalkamm fehlt. Die zweite Rückenflosse ist viel höher als die erste, hat die Form eines unregelmäßigen Dreiecks und liegt gegenüber der kleinen Afterflosse. Der Schwanzstiel ist relativ kurz und ohne Kiele. Planonasus parini ist dunkel grau-braun gefärbt, die Körperseiten, die Unterseite des Kopfes und die Kanten der Flossen sind dunkler, die freie Spitze der ersten Rückenflosse ist weiß.
Von den anderen Haien der Familie Pseudotriakidae unterscheidet sich Planonasus parini durch eine geringere Zahl von Wirbeln, einen längeren Kopf, das Fehlen einer Nickhaut und dem Vorhandensein von Oralpapillen. Verglichen mit Gollum und Pseudotriakis hat Planonasus parini eine mittlere Stellung was die Länge der Schnauze, die Anzahl der Zähne pro Zahnreihe, die Höhe der ersten Rückenflosse, der Länge und Weite ihres freien hinteren Abschnitts und des Schwanzstiels betrifft.

## Lebensweise
Die Lebensweise von Planonasus parini ist völlig unbekannt aber wahrscheinlich ähnlich der anderer pseudotriakider Haie. Körperform, Flossen, Haut und Muskulatur lassen einen bodenbewohnenden, trägen, langsam mit anguilliformen Bewegungen schwimmenden und weitgehend inaktiven Hai vermuten.

## Systematik
Planonasus parini gehört zusammen mit drei weiteren bisher beschriebenen rezenten Arten zur Familie Pseudotriakidae innerhalb der Ordnung der Grundhaie (Carcharhiniformes). Eine ähnliche bisher unbeschriebene Art wurde bei den Malediven gefangen und könnte der nächste Verwandte von Planonasus parini sein.